# Le Temps des vautours
Pour plus de détails, voir Fiche technique et Distribution.
Le Temps des vautours (10.000 dollari per un massacro) est un western spaghetti italien de Romolo Guerrieri, sorti en 1967.

## Synopsis
Le bandit Manuel Vasquez, après avoir passé quatre ans en prison, décide de se venger de Mendoza, un riche propriétaire qui l'a dénoncé et fait emprisonner.  Vasquez tue tous ses hommes et enlève sa fille, Dolores. Mendoza démarche Django afin qu'il retrouve sa fille, et lui propose une somme d'argent supérieure à la prime offerte par le shérif.
Django refuse, estimant que ce qu'on lui offre n'est pas assez important. Des hommes de mains de Manuel tirent sur Django le blessant sérieusement. Il est sauvé par son ami Fidelio, un photographe, et soigné par Mijanou, la propriétaire du saloon. Django et Mijanou ont des projets d'avenir, ils décident notamment de partir à San Francisco loin de la violence. Mais Django renonce à ce projet quand Mendoza relève la prime à 10 000 dollars. Mijanou décide alors de partir seule à San Francisco par la première diligence.
Django et Fidelio découvrent la cachette de Manuel. Ce dernier tue devant lui l'homme qui l'avait blessé, voulant prouver ainsi son sens de l'honneur. Manuel et Django décident de se battre à mains nues, mais le combat ne désigne aucun vainqueur. Manuel propose à Django de s'associer à lui pour attaquer une diligence remplie d'or. Django accepte avec la promesse que l'opération se fera sans morts.
Django fait sauter des rochers dans une passe, séparant ainsi la diligence de son escorte armée mais quand il pénètre à l'intérieur, il s'aperçoit que tous ses occupants ont été massacrés y compris Mijanou.
Django et Fidelio partent à la poursuite de Manuel, parviennent à libérer Dolorès, mais celle-ci s'enfuit pour rejoindre Manuel dont elle est tombée amoureuse.  Après s'être sorti d'un guet-apens, Django finira par tuer toute la bande en finissant par Manuel. Fidelio meurt des suites de ses blessures, et Dolorès reste auprès du cadavre de son amant. Django repart seul, sans doute pour récupérer l'or de la diligence.

## Fiche technique
- Titre original : 10.000 dollari per un massacro
- Titre français : Le Temps des vautours
- Réalisation : Romolo Guerrieri
- Scénario : Franco Fogagnolo, Ernesto Gastaldi, Luciano Martino et Sauro Scavolini
- Montage : Sergio Montanari
- Musique : Nora Orlandi
- Photographie : Federico Zanni
- Production : Mino Loy et Luciano Martino
- Sociétés de production  : Zenith Cinematografica et Flora Film
- Société de distribution : Variety Film
- Pays d'origine :  Italie
- Langue originale : italien
- Format : couleur
- Genre : western spaghetti
- Durée : 95 minutes
- Date de sortie :
  -  Italie : 3 mars 1967

## Distribution
- Gianni Garko (crédité comme Gary Hudson) (VF : Michel Barbey) : Django
- Loredana Nusciak (VF : Lily Baron) : Mijanou
- Claudio Camaso (VF : Serge Sauvion) : Manuel Vasquez
- Fidel Gonzáles : Fidelio, le photographe
- Fernando Sancho (VF : Jean Clarieux) : Vásquez « Poussière d'étoile », le père de Manuel
- Adriana Ambesi : Dolores Mendoza
- Pinuccio Ardia (VF : Henry Djanik) : « sept dollars »
- Franco Lantieri : Juan
- Ermelinda De Felice (VF : Lita Recio) : Rosita LaPola
- Aldo Cecconi : Scarface
- Massimo Sarchielli (VF : Jean-Jacques Steen) : Cisco
- Dada Gallotti : une prostituée
- Franco Bettella
- Renato Montalbano
- Peggy Nathan (VF : Lily Baron) : une commerçante
- Nando Poggi : Miguel
- Mirko Valentin : l'homme de Vásquez

## Autour du film
- Le film a été tourné dans la région d' Almeria en Andalousie.
- Ce film peut être considéré comme une suite non officielle de Django, réalisé par  Sergio Corbucci  en 1966, On y retrouve d'ailleurs l'actrice  Loredana Nusciak  mais dans un rôle différent.